# Російський фашизм

«Кордони Росії ніде не закінчуються» — риторична відповідь на питання, проголошена Путіним та згодом активно розрекламована. Ідея постійної війни й панування, імперіалістична ідеологія — ознаки фашизму.

Російський фашизм — те саме що й рашизм. Суміш крайніх форм російського націоналізму, шовінізму та імперіалізму у сучасній новітній історії (20-21 ст).

## Генеза
У своєму виникненні та генезі пройшов кілька фаз:[джерело?]
- Від симпатій та наслідування італійському фашизму та німецькому нацизму у 1920—1930 як у сталінському СРСР, так і серед російської еміграції. Всередині СРСР фашизм був офіційно заборонений, як і будь-яка інша некомуністична ідеологія, але тісне співробітництво з правлячими фашистськими режимами відбувалося на міждержавному рівні до німецького нападу (а у післявоєнні роки з франкістською Іспанією до смерті Франко)
- Незважаючи на формальну заборону фашизму в СРСР, радянський та фашистський режими мали багато спільного як за формою, так і за змістом (див. Порівняння Нацизму та Сталінізму[en]). На думку деяких західних вчених радянський та фашистський режими були майже близнюками.
- Офіційну заборону та переслідування в СРСР у повоєнні 1950—1970 роки,
- Неофіційне створення, відродження та підтримка невеликих маргінальних фашистських груп з боку радянської таємної державної служби КДБ на початку 1980-х
- Легалізація різноманітних фашистських організацій та рухів у РФ під різними новими назвами наприкінці 1980-х — початку 1990-х.
- Невизнання суверенітетів іноземних держав, відмова націям у праві на існування і лобіювання цього на державному рівні — радикальний шовінізм як ознака фашизму.
- Реваншизм у постійному бажанні «відродити імперію, колишню імперську велич і міць» є однією з ознак фашизму за класифікаціями Лоуренса Брита і Умберто Еко.
- Вторгнення 24 лютого 2022 року Російських військ до України та спроба зробити Денацифікацію (Де-факто знищення нації) і демілітаризацію (знищення будь-якого опору) країни, численні вбивства мирних громадян та обстріли жилих будинків по всій території України.

## Наукове тлумачення
професор Андрій Зубов
Деякі сучасні науковці, зокрема Олександр Мотиль, вважають сучасний російський путінізм формою фашизму, але ця думка має небагато прихильників у наукових колах, а на думку Андреаса Умланда її прихильникам притаманний утилітарний та вибірковий підхід до рис історичного фашизму

## Передісторія
У час існування Російської імперії Романових російський фашизм мав своє коріння в рухах, відомих в історії як «чорносотенці» та «білий рух».
Російський фашизм був поширеним явищем серед емігрантських кіл, що проживали в Німеччині, Югославії, Франції, Маньчжурії та США. У Німеччині та США (на відміну від Маньчжурії) політичної активності вони практично не вели, обмежуючись виданням газет і брошур.
Із початком Другої світової війни російські фашисти в Німеччині підтримали Гітлера і влилися до лав російських колабораціоністів — найбільшої групи колаборантів із Гітлером.

## 1920-1930-ті
Вважається, що фашизм бере свій початок в італійському націоналізмі часів Першої світової війни і як політична течія був заснований Беніто Муссоліні — одним із лідерів Італійської соціалістичної партії і був започаткований як об'єдна́ння в єдине ціле «правих» і «лівих» політичних спектрів. Однак, на думку видатного російського вченого, нобелівського лауреата Івана Павлова, джерелом фашизму став більшовицький переворот у Росії, до нього «фашизму не було», і опісля нього більшовики сіяли «по культурному світові не революцію, а з величезним успіхом фашизм».
На спорідненість політичних режимів першої половини 20-го ст. вказував Арнольд Тойнбі

| Успіх ленінського диктаторського режиму однопартійного типу доведений багатьма його наслідувачами. Проминувши тих наслідувачів, що називали себе комуністами, вкажімо лише на режим, установлений Мустафою Кемалем Ататюрком задля повного відродження Туреччини; на фашистський режим Муссоліні в Італії; на націонал-соціалістичний режим Гітлера в Німеччині. |
Ідеї фашизму в цей час набули поширення серед російської еміграції. Вивчення ідеології й практики фашизму його російські прибічники розпочали від 1924 року. Тоді ж у Сербії була зроблена спроба організації Російської фашистської партії. Ініціаторами руху були професор Д. П. Рузський та генерал П. В. Черський.
1927 року створена Національна організація Російських фашистів видала свою програму, що ґрунтувалася на загальних положеннях італійського фашизму з намаганням врахувати російські умови. Організація «намічала шлях революційної боротьби з більшовизмом і майбутній хід відновлення звільненої від комунізму Росії».

## 1930-1940-і
- Російська фашистська партія (Китай, Харбін)[12].
- Всеросійська фашистська організація (США, штат Коннектикут)[13].
- Союз Фашистських Крихіток (Китай, Харбін)[13].
- Союз Фашистської Молоді (Китай, Харбін)[14].
- Союз Юних Фашистів — Авангард (Китай, Харбін)[13].
- Союз Юних Фашисток — Авангард (Китай, Харбін)[13].
- Російський Жіночий Фашистський Рух (Китай, Харбін)[13].

Прапор Російської фашистської партії
Знак Всеросійської фашистської організації
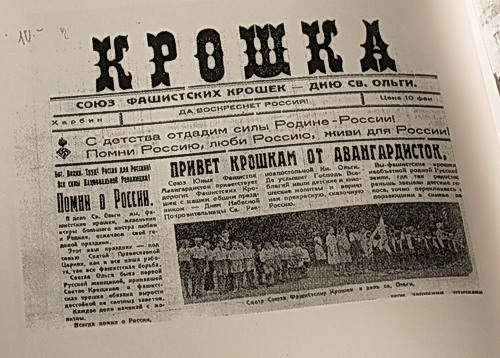
Перша шпальта друкованого органу Союзу Фашистських Крихіток — газети «Крошка»
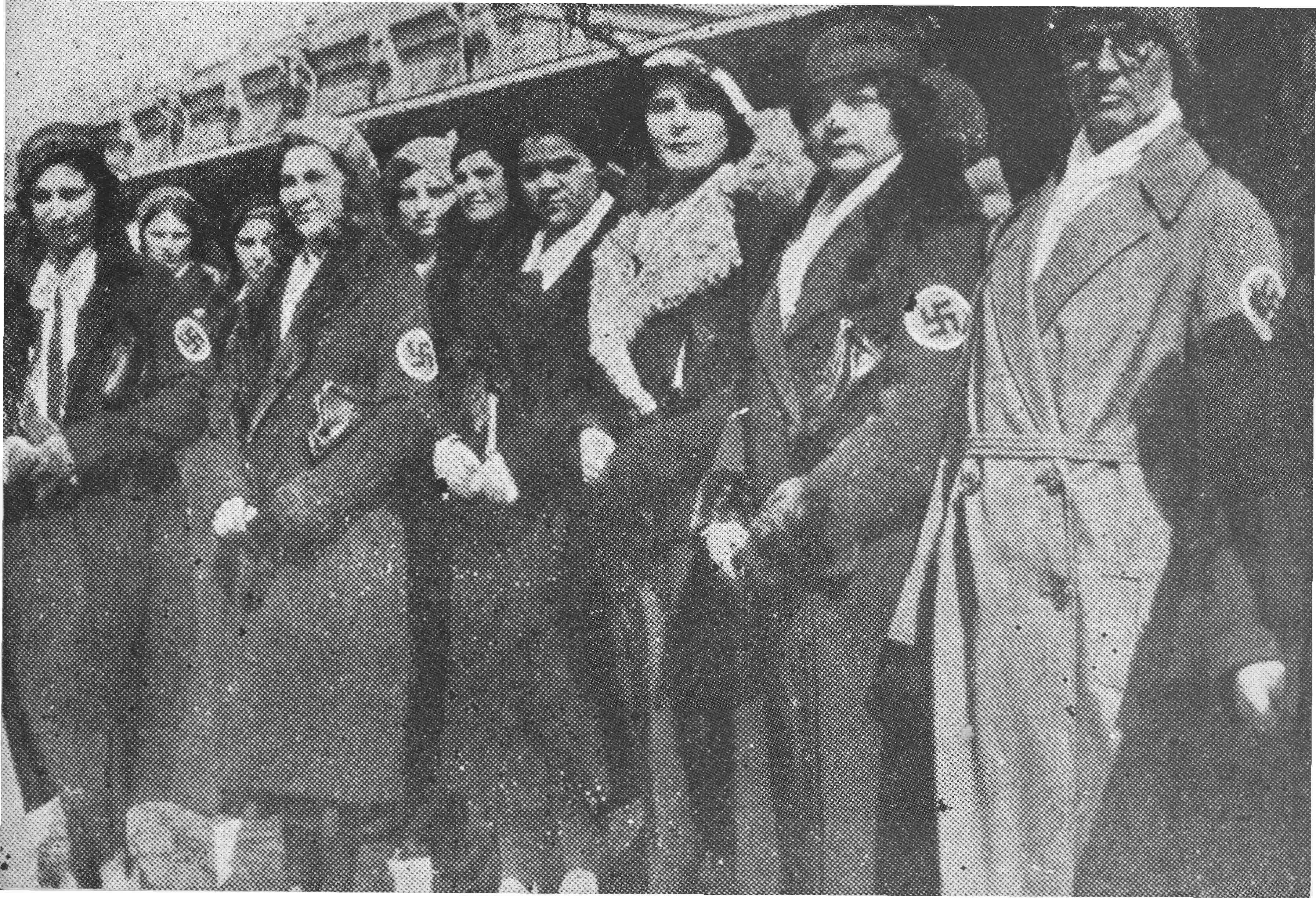
Членки Російського Жіночого Фашистського Руху, 1934

## 2000-ні, сучасна Російська Федерація
Сучасний російський фашизм швидко прогресує, і кількість неонацистських, фашистських організацій в РФ з кожним роком більшає. Їх головні ідеї базуються на антисемітизмі, та боротьби з мігрантами, расизмі, шовінізмі, імперіалізмі. У РФ неодноразово були шовіністичні акції, зокрема «Білий Вагон», під час цієї акції росіяни заходили в метро, і били усіх представників «не слов'янської» зовнішності, після викидали, тим самим називаючи його «Білим Вагоном».
Окрім цієї акції вони проводять достатньо багато ходів з нацистськими лозунгами, з них можна виокремити: «кто не скачет тот хач», «Россия для русских, Москва для москвичей», «Зиг Хайль».
Кожен рік у РФ на фоні расової ненависті вбивають від 20, до 30 громадян Таджикистану, ще безліч ситуацій з нанесенням тілесних ушкоджень. За першу половину 2017 року, за офіційною статистикою РФ, було вбито 51 людину на ґрунті расової ненависті.
9 лютого 2004 року в Санкт-Петербурзі було вбито Хуршеди Султонову, дівчинку 8 років. Злочинці наздогнали її й завдали 11 ножових поранень, від яких дівчинка померла. Під час нападу жителі двору, в якому підлітки вбивали Хуршед Султонову, чули крики «Вон из России!», «Бей чорных!».
Володимир Путін з повагою ставиться до ідеологу російського фашизму Івана Ільїна.

## Перелік організацій у новітній Росії (після 1991р.)
- Банда Рино — Скачевского
- Бойова організація російських націоналістів
- Бойова терористична організація
- Лінкольн-88
- Націонал-соціалістична російська робоча партія (Казань)
- Націонал-соціалістичне суспільство
- Суспільство білих-88
- Орловські партизани (націоналістична організація)
- Національно-патріотичний фронт «Пам'ять»
- Шульц-88
- Mad Crowd
- ДШРГ «Русич»
- Народна національна партія
- РНЄ[19][20]
- ЛДПР